# Жукас (Сеара)
Жукас (порт. Jucás) — муниципалитет в Бразилии, входит в штат Сеара. Составная часть мезорегиона Юго-центральная часть штата Сеара. Находится в составе крупной городской агломерации . Входит в экономико-статистический микрорегион Варзеа-Алегри. Население составляет 23 764 человека на 2006 год. Занимает площадь 937,180 км². Плотность населения — 25,4 чел./км².
Праздник города — 17 октября.

## История
Город основан в 1859 году.

## Статистика
- Валовой внутренний продукт на 2003 составляет 41 605 148,00 реалов (данные: Бразильский институт географии и статистики).
- Валовой внутренний продукт на душу населения на 2003 составляет 1789,85 реала (данные: Бразильский институт географии и статистики).
- Индекс развития человеческого потенциала на 2000 составляет 0,597 (данные: Программа развития ООН).

## География
Климат местности: полупустыня.